# (36290) 2000 FM30
2000 FM30 (asteroide 36290) é um asteroide da cintura principal. Possui uma excentricidade de 0.28571020 e uma inclinação de 6.77485º.
Este asteroide foi descoberto no dia 27 de março de 2000 por LONEOS em Anderson Mesa.